# استن سوک
استن سوک (استونیایی: Sten Sokk؛ زادهٔ ۱۴ فوریهٔ ۱۹۸۹) بازیکن بسکتبال اهل استونی است.
از باشگاه‌هایی که در آن بازی کرده‌است می‌توان به تیم بسکتبال دانشگاه تارتو اشاره کرد.